# Петровка (Скадовская городская община)
Петровка (укр. Петрівка) — село в Скадовской городской общине Скадовского района Херсонской области Украины.
Почтовый индекс — 75732. Телефонный код — 5537. Код КОАТУУ — 6524784905.

## Население
Население по переписи 2001 года составляло 381 человек.

### Языковой состав
Родной язык населения по данным переписи 2001 года:
| Язык       | Численность, чел. | Доля     |
| ---------- | ----------------- | -------- |
| Украинский | 338               | 88,71 %  |
| Русский    | 27                | 7,09 %   |
| Армянский  | 15                | 3,94 %   |
| Другое     | 1                 | 0,26 %   |
| Итого      | 381               | 100,00 % |

## Местный совет
75732, Херсонская обл., Скадовский р-н, с. Шевченко, ул. Гирского, 20